# NGC 4680
NGC 4680 is een spiraalvormig sterrenstelsel in het sterrenbeeld Maagd. Het hemelobject werd op 27 mei 1835 ontdekt door de Britse astronoom John Herschel.

## Synoniemen
- MCG -2-33-7
- IRAS 12443-1121
- PGC 43118